# I ponti di Madison County
I ponti di Madison County (The Bridges of Madison County) è un film romantico del 1995 diretto ed interpretato da Clint Eastwood con Meryl Streep, tratto dall'omonimo romanzo di Robert James Waller.

## Trama
Il film, ambientato nello stato dell'Iowa, narra della storia d'amore tra Francesca, una casalinga quarantacinquenne di origini italiane, di Bari, e Robert, un fotografo free lance cinquantaduenne. La storia viene narrata attraverso i tre diari della donna ed alcuni altri significativi oggetti, lasciati in eredità ai suoi due figli, ai quali essa decide di raccontare il tradimento compiuto verso il loro padre, affinché la possano conoscere e comprendere intimamente. Francesca e Robert si conoscono in un momento in cui la famiglia di lei, marito e due figli adolescenti, è fuori città per alcuni giorni; Robert è arrivato con il suo camioncino nella contea di Madison, a fotografare i famosi ponti coperti della medesima, per un servizio commissionatogli dalla National Geographic Society, conosce casualmente Francesca e tra i due si crea subito una forte alchimia: dopo il primo giorno trascorso insieme, sembra quasi che non riescano a separarsi. Nascerà presto un rapporto struggente e intensissimo che durerà però solo quattro giorni. Il quarto giorno Robert le chiede di lasciare tutto ed andare via con lui.

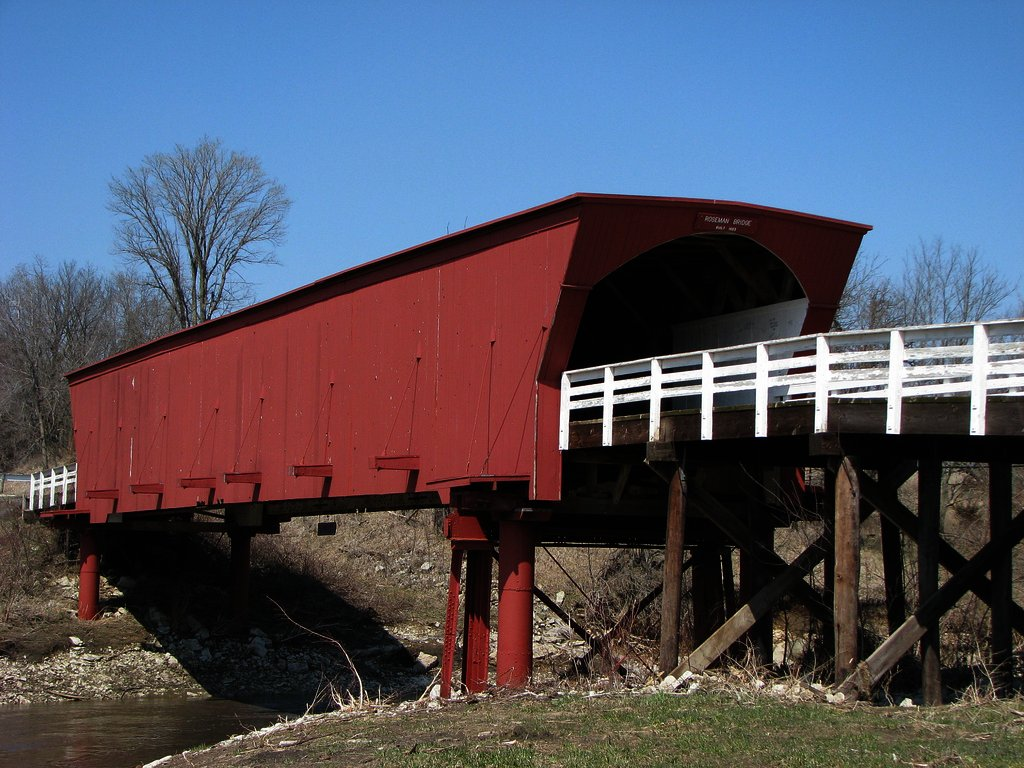
Il ponte di Roseman, uno dei sei ponti coperti rimasti nella contea di Madison, oggetto del servizio fotografico di Robert Kincaid

Posta dinanzi alla scelta di dover lasciare la propria famiglia, nonché una vita scontata e monotona ma da lei liberamente scelta, per rifarsi una vita appagante con l'uomo che, per la prima volta, aveva saputo esaltarne interiorità e sensualità, lei, con grande tormento, riterrà di non potersi slegare dalla famiglia che in ogni caso ama e che di lei ha ancora bisogno e prenderà la straziante decisione di restare, lasciando andare così quello che indubitabilmente è l'amore della propria vita.
Solo dopo la morte di Richard, suo marito, avvenuta quando ormai Francesca è anziana e quando lui le chiede perdono per non essere riuscito a renderla pienamente felice, pur avendola sempre tanto amata, Francesca decide di ricontattare Robert, ma scoprirà che lo stesso è deceduto qualche anno prima: le perverrà uno scatolone con molti ricordi che Robert ha lasciato per lei, unitamente ad un libro di fotografie intitolato Four Days - Remembering, a perenne memoria della loro meravigliosa quanto breve storia d'amore. Francesca si commuove, il loro sentimento è sempre stato vivo, anche nella lontananza forzata.
I figli di lei, giunti alla casa della loro infanzia alla notizia della morte della madre, inizialmente rimangono scioccati nell'apprendere la vicenda, della quale non nutrivano il minimo sospetto; dopo aver letto tutta la storia nei diari della madre, riusciranno a comprendere la dolorosissima scelta che Francesca ha compiuto e non riusciranno a biasimarla per il tradimento nei confronti del marito, e loro padre, Richard.
La figlia, in particolare, capirà che la propria vita matrimoniale rischia di seguire le orme di quella materna: le appare chiaro che potrebbe compiere la scelta che Francesca non è stata capace di fare. In un rinnovato clima di complicità, i figli quindi riusciranno a rispettare le ultime volontà della donna (che inizialmente erano considerate inaccettabili): Francesca ha disposto infatti di essere cremata e chiede che le sue ceneri vengano gettate dal ponte su cui è iniziata la sua storia d'amore con Robert (e dal quale si apprende che anche lui abbia chiesto e ottenuto che fossero disperse le proprie ceneri). Il film si chiude sulla scena dei figli che si recano nel luogo dove sono state scattate le prime foto di Robert a Francesca e, serenamente, disperdono le ceneri della madre.

## Produzione
Per le riprese ci sono voluti 42 giorni, ovvero dieci giorni in meno dei 52 previsti da Eastwood. Le riprese, terminate il 1º novembre 1994, furono girate in ordine cronologico dal punto di vista di Francesca, poiché Eastwood riteneva fondamentale agire in questo modo.

## Accoglienza
Il film fu un grande successo al botteghino. Incassò infatti più di 70 milioni di dollari solo negli Stati Uniti, mentre il suo guadagno totale fu di ben 182 milioni di dollari, contro un budget di soli 22 milioni.
Il film ha anche ricevuto pareri molto positivi da parte della critica, che elogiò in particolare l'interpretazione di Meryl Streep, che le valse anche una nomination agli Oscar come miglior attrice, e la regia di Clint Eastwood, ritenuta una delle migliori da lui mai realizzate. Il film è anche classificato al 90º posto dalla AFI's 100 Years... 100 Passions, lista che include i 100 migliori film romantici della storia del cinema.

## Riconoscimenti
- 1996 - Premio Oscar
  - Candidatura Miglior attrice a Meryl Streep
- 1996 - Golden Globe
  - Candidatura Miglior film drammatico
  - Candidatura Miglior attrice in un film drammatico a Meryl Streep
- 1996 - Premio César
  - Candidatura Miglior film straniero
- 1996 - Screen Actors Guild Awards
  - Candidatura Miglior attrice a Meryl Streep
- 1996 - ASCAP Award
  - Top Box Office Films a Clint Eastwood
  - Candidatura Miglior film
- 1996 - American Society of Cinematographers
  - Candidatura Miglior fotografia a Jack N. Green
- 1996 - Awards of the Japanese Academy
  - Candidatura Miglior film straniero
- 1996 - BMI Film & TV Awards
  - BMI Film Music Award a Lennie Niehaus
- 1996 - Blockbuster Entertainment Award
  - Candidatura Miglior attrice in un film drammatico a Meryl Streep
- 1996 - Blue Ribbon Awards
  - Candidatura Miglior film straniero
- 1996 - Chicago Film Critics Association
  - Candidatura Miglior attrice a Meryl Streep
  - Candidatura Miglior regista a Clint Eastwood
- 1996 - Fotogramas de Plata
  - Miglior film straniero
- 1996 - Kinema Junpo Awards
  - Miglior regista in un film straniero a Clint Eastwood
- 1996 - Mainichi Film Concours
  - Candidatura Miglior film straniero